# Tamanrasset (stad)
Tamanrasset is een Algerijnse handelsplaats en oase in de gelijknamige provincie. De stad ligt op ongeveer 1400 meter boven zeeniveau in het Ahaggarmassief, geldt als hoofdplaats van de Toeareg en telt ongeveer 76.000 inwoners.
Nadat Charles de Foucauld in contact was gekomen met de Toeareg in 1904, vestigde hij zich in 1905 in Tamanrasset. Hij overleed hier in 1916. Zijn tombe is een belangrijk bedevaartsoord van het diocees Laghouat.
In 1991 werden hier de Akkoorden van Tamanrasset gesloten tussen kolonel Ousmane Coulibaly van het Malinese leger, en Iyad Ag Ghali, hoofd van de Toeareg-rebellen die naar een onafhankelijk Azawad streefden.

## Verkeer
Tamanrasset ligt aan de Trans-Afrikaanse weg 2. Nabij de stad bevindt zich Luchthaven Tamanrasset.

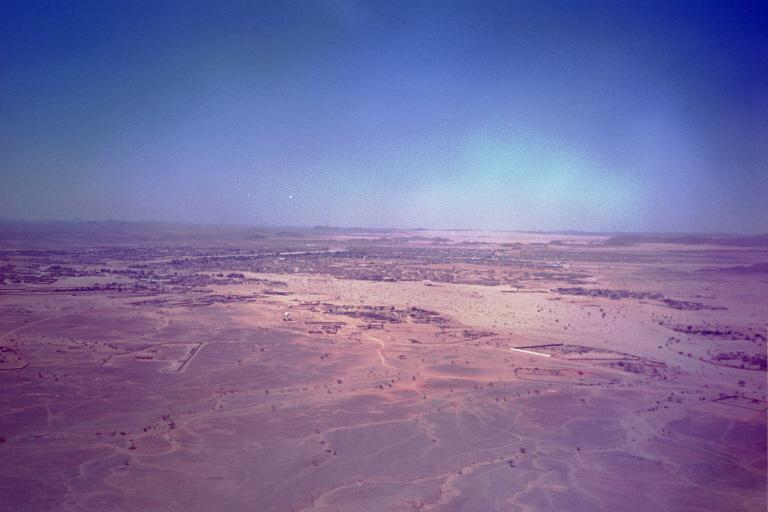
Tamanrasset vanuit de lucht
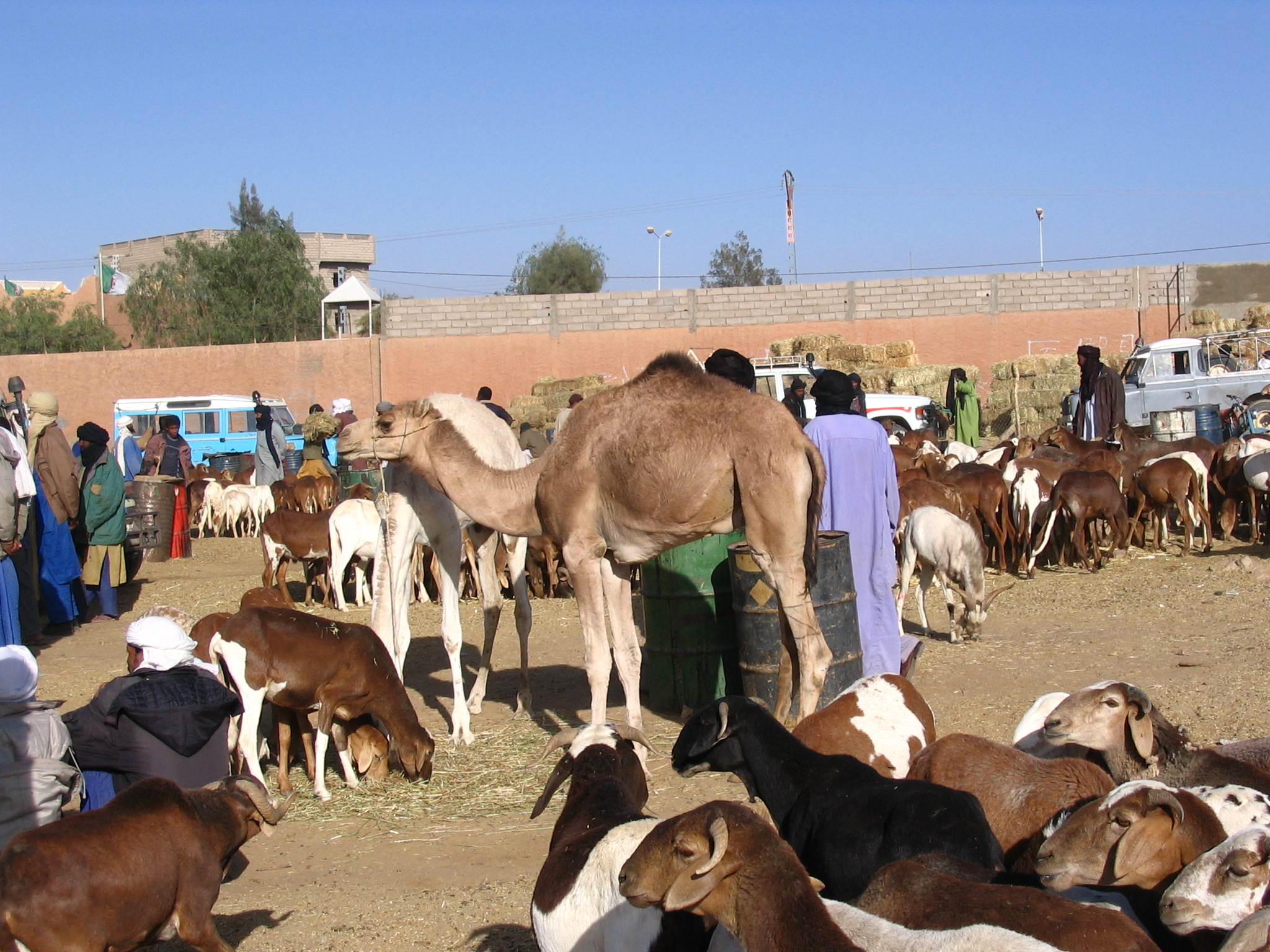
Markt
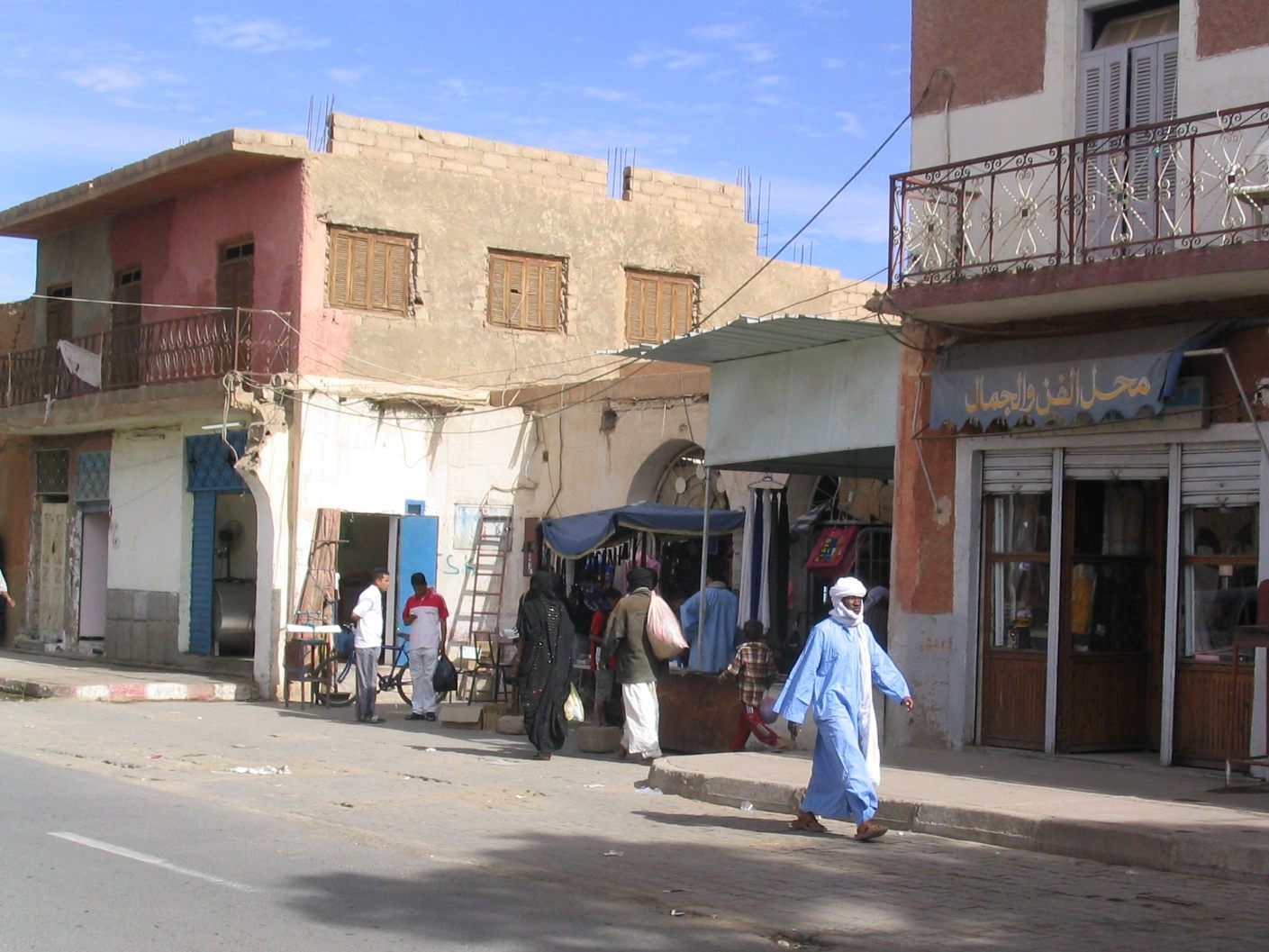
Rue de Tamanrasset